# Salli, Vayots Dzor
Salli là một đô thị thuộc tỉnh Vayots Dzor, Armenia. Dân số ước tính năm 2011 là 254 người.